# Platyrhabdus exilis
Platyrhabdus exilis är en stekelart som först beskrevs av Torgersen 1974.  Platyrhabdus exilis ingår i släktet Platyrhabdus och familjen brokparasitsteklar. Inga underarter finns listade i Catalogue of Life.